# Kenny Noyes

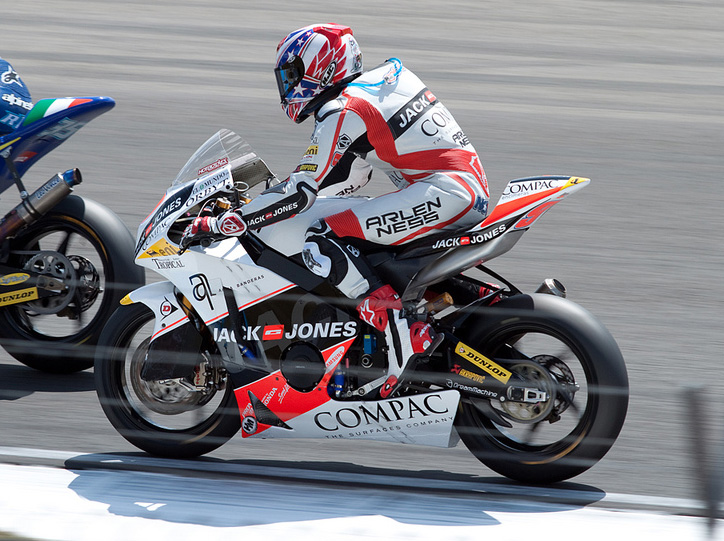
Kenny Noyes vid TT Assen 2010.

Kenny Noyes, född 18 juni 1979 i Barcelona i Spanien, är en amerikansk roadracingförare. Hans föräldrar Dennis och Heidi är båda amerikaner men bodde i Spanien i över 20 år. 
Noyes testade på motocross i USA och vann det nationella Pro Singles championship innan han återvände till Spanien och började med roadracing. 2003 vann han spanska superstock-mästerskapet och vann Spanska endurancemästerskapet två år senare.
2010 debuterade Noyes i Roadracing-VM i Moto2-klassen och körde en Promoharris-mc för Jack & Jones by Antonio Banderas. 2011 körde Noyes en FTR för  Avintia-STX och kom på 11:e plats i VM. 2012 körde han i det spanska Moto2-mästerskapet och kom trea. Följande år bröt han med teamet i början av säsongen. Han fick så småningom en styrning i spanska superbikemästerskapen för Suzuki och vann de två sista deltävlingarna. 2014 fortsatte han i samma klass på en Kawasaki och vann mästerskapet.